# کایوت پلیستوسن
کایوت پلیستوسن (نام علمی: Canis latrans orcutti)، که همچنین به عنوان کایوت عصر یخبندان شناخته می‌شود، زیرگونه منقرض‌شده‌ای از کایوت است که در دوران پلیستوسن پسین در غرب آمریکای شمالی زندگی می‌کرد. بیشتر بقایای این زیرگونه در جنوب کالیفرنیا یافت شد، اگرچه حداقل یکی از آنها در آیداهو کشف شد. این بخشی از یک رستهٔ گوشت‌خواران آمریکای شمالی بود که شامل جانوران سگ‌سان دیگری مانند روباه، گرگ خاکستری و گرگ‌های وحشت بود. برخی از مطالعات نشان می‌دهد که «کایوت» پلیستوسن در واقع یک کایوت نبود، بلکه یک جمعیت غربی منقرض‌شده از گرگ قرمز (C. rufus) بود.